# La fiesta de la Tabera (Briviesca)
La fiesta de la Tabera es un festejo que se hace en la localidad de Briviesca. Se hace en el mes de mayo, pero no tiene un día fijo, ya que se hace el martes anterior al jueves de la Ascensión. Esta fiesta está declarada de Interés Turístico regional desde el 19 de noviembre del año 200.

## Historia
Esta celebración tiene más de cien años, ya que tiene su origen en 1794, en las rogativas que se hacían (y hoy en día también se siguen haciendo) en honor a Santa Casilda, la patrona del pueblo, por la prosperidad de la localidad y la fertilidad de los campos. Y también el Ayuntamiento de Briviesca hizo un voto para honrar a Santa Casilda, y este ritual perdura hasta el día de hoy.
En este ritual se hacía una procesión durante la cual se cantaban cantos religiosos y una misa votiva. En la antigüedad a esta procesión iban todas las autoridades, por lo cual, se supone que dejaban al mando del pueblo al más anciano o al más tonto. Y los habitantes del pueblo aprovechaban esta falta de autoridad para jugar a juegos ilegales. Y el más famoso de todos estos es la taba. 
Ninguna autoridad, ni el Régimen franquista pudieron acabar con la Tabera, ya que la gente volvía a jugar una y otra vez, aunque estuviese prohibido. Así que la Guardia Civil lo acabó dejando por imposible, ya que un año intentaron suprimir el juego de una vez por todas, y fue completamente imposible. Y así es como ha perdurado este juego hasta llegar a la actualidad.

## La fiesta de la Tabera en la actualidad
Hoy en día esta fiesta se sigue celebrando de una forma similar a en la antigüedad. Y ahora por la mañana el pueblo acompañado de las autoridades se traslada en romería al Santuario de Santa Casilda. Y esta romería consiste en una procesión y una misa que se realiza en el Santuario. Tras todos los actos religiosos se hace una comida en la explanada del “Pozo Blanco”, en la que se prepara una paella, y se reparte a las personas que han cogido anteriormente un tique en la oficina de turismo de Briviesca. Y después de la comida popular, las autoridades comienzan la primera partida de la taba.
Por la tarde-noche, los bares de Briviesca colocan las mesas para jugar a la taba. El juego continua hasta altas horas de la madrugada, haciendo que Briviesca se convierta por esta noche en una especie de casino. 

## El juego de la Taba
En el juego de la taba, es necesario una mesa y un hueso de cordero pintado por el lado cóncavo para poder reconocerlo. 
El juego consiste en lanzar la taba al aire. Puede caer en la mesa de cuatro posiciones diferentes: dos de pie y dos tumbada. En estas dos últimas nadie gana y se sigue jugando. De las posiciones de pie, si sale el lado cóncavo y pintado, es “carne”, y gana el que ha pagado para tirar la taba, la banca se lleva el dinero apostado, y sigue tirando el que ha pagado, hasta que saque "culo", y ahí se reparten el dinero ganado la banca y la persona que estaba tirando. Y si cae por la otra cara, que es “culo”, ganan los que apuestan, y la banca les dobla el dinero que han apostado.